# Boby na Zimních olympijských hrách 1936
Boby na olympiádě v Garmisch-Partenkirchenu.

## Medailové pořadí zemí
| Pořadí | Země                         | Zlato | Stříbro | Bronz | Celkově |
| ------ | ---------------------------- | ----- | ------- | ----- | ------- |
| 1.     | Švýcarsko (SUI)              | 1     | 2       | 0     | 3       |
| 2.     | Spojené státy americké (USA) | 1     | 0       | 1     | 2       |
| 3.     | Velká Británie (GBR)         | 0     | 0       | 1     | 1       |
|        | Celkem                       | 2     | 2       | 2     | 6       |

## Medailisté

### Muži
| Disciplína | Zlato                                                                             | Výkon   | Stříbro                                                                             | Výkon   | Bronz                                                                                | Výkon   |
| ---------- | --------------------------------------------------------------------------------- | ------- | ----------------------------------------------------------------------------------- | ------- | ------------------------------------------------------------------------------------ | ------- |
| dvojbob    | Spojené státy americké (USA) · Ivan Brown · Alan Washbond                         | 5:29,29 | Švýcarsko (SUI) · Fritz Feierabend · Joseph Beerli                                  | 5:30,64 | Spojené státy americké (USA) · Gilbert Colgate · Richard Lawrence                    | 5:33,96 |
| čtyřbob    | Švýcarsko (SUI) · Pierre Musy · Arnold Gartmann · Charles Bouvier · Joseph Beerli | 5:19,85 | Švýcarsko (SUI) · Reto Capadrutt · Hans Aichele · Fritz Feierabend · Hans Bütikofer | 5:22,73 | Velká Británie (GBR) · Frederick McEvoy · James Cardno · Guy Dugdale · Charles Green | 5:23,41 |